# Spottdrosseln (Gattung)
Die Spottdrosseln (Mimus) sind eine Singvogelgattung aus der gleichnamigen Familie der Spottdrosseln (Mimidae). Sie umfasst 14 Arten, die in Nordamerika, auf der Insel Socorro, in der Karibik, in Südamerika und den Galapagosinseln heimisch sind. Das Wort Mimus stammt aus dem Lateinischen und bedeutet nachmachen, imitieren.

## Merkmale
Die Spottdrosseln sind mittelgroße bis große Singvögel, die Körperlängen von 20 bis 30 cm erreichen. Der Schnabel ist bei den Festlandspottdrosseln viel kürzer als der Kopf, bei den Galapagosspottdrosseln ist er fast so oder genauso lang. Er ist ziemlich dünn und leicht abwärts gebogen. Die Schnabelborsten sind gut entwickelt. Die Flügel sind ziemlich lang. Bei den Festlandspottdrosseln sind sie ziemlich rund, bei den Galapagosspottdrosseln spitz. Der Schwanz ist ziemlich lang und stark gerundet. Die Beine und Füße sind ziemlich robust. Das Gefieder ist gewöhnlich braun oder graubraun mit dunklen Markierungen an den Flügeln. Häufig gibt es auffällige weiße Flächen an den Schwungfedern.

## Systematik

### Äußere Systematik

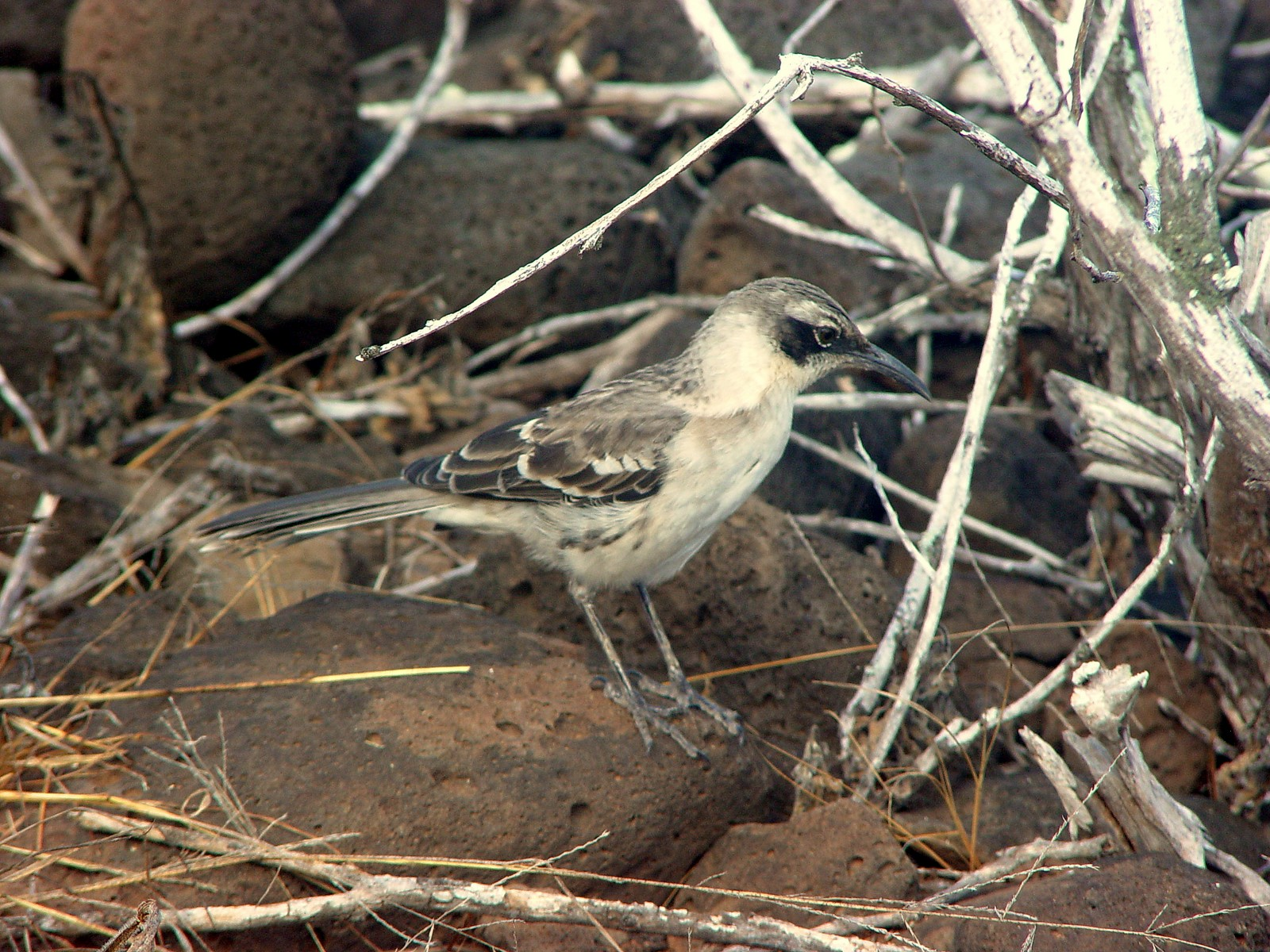
Galapagosspottdrossel

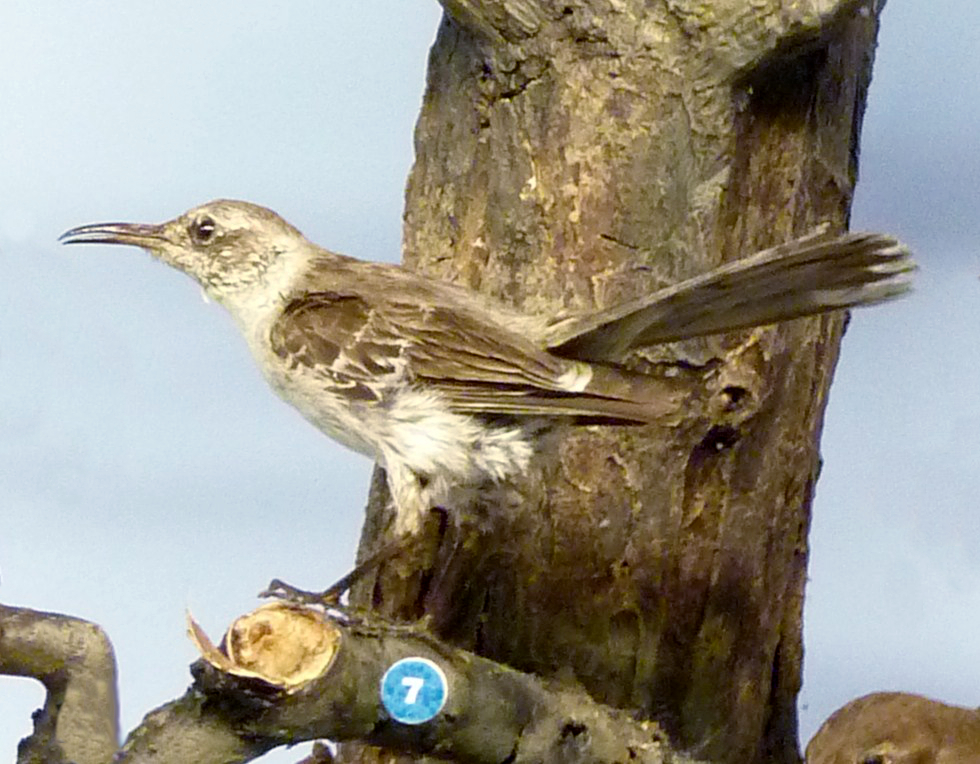
Balg der Socorrospottdrossel

Die Galapagosspottdrosseln wurden lange in die eigene Gattung Nesomimus klassifiziert, die 1896 von Robert Ridgway eingeführt wurde. Im Jahr 2006 sequenzierten Brian S. Arbogast und seine Kollegen mehr als 2650 Basenpaare von vier mtDNA-Genen der Galapagosspottdrossel-Populationen von elf Inseln sowie von allen Mitgliedern der Gattung Mimus. Ihre molekulare Phylogenie zeigt, dass Nesomimus monophyletisch und dass diese Gruppe in der Gattung Mimus eingebettet ist. Ihre nächsten Verwandten sind wahrscheinlich die nördlichen Vertreter der Gattung Mimus (Mimus gundlachii, Mimus polyglottos, Mimus gilvus) und weniger die südamerikanischen. 2007 wurden beide Gattungen vom South American Classification Committee miteinander verschmolzen.
Robert I. Bowman und Anne Carter berichteten im Jahr 1971 von einer Hybridisierung zwischen der Galápagosspottdrossel (Mimus parvulus) und der Unterart Mimus longicaudatus punensis der Langschwanz-Spottdrossel in Gefangenschaft, bei der das Hybridjunge von einer weiblichen Galapagosspottdrossel und einer männlichen Langschwanzspottdrossel aufgezogen wurde. Auch das kooperative Brüten, das zuvor nur von den Galapagosspottdrosseln bekannt war, wurde erst später bei den Spottdrosseln vom Festland nachgewiesen, zum Beispiel bei der Tropenspottdrossel aus Panama. Die Socorrospottdrossel gehörte früher zur monotypischen Gattung Mimodes, 2005 wurde sie von der American Ornithologists’ Union in die Gattung Mimus transferiert, basierend auf einer Studie von Brian R. Barber et al. aus dem Jahr 2004.

### Innere Systematik
Es werden 14 Arten unterschieden:
- Gartenspottdrossel (Mimus polyglottos), zwei Unterarten (Verbreitung: Kanada, Vereinigte Staaten, Mexiko, Bahamas, Große Antillen, Cayman-Inseln, Amerikanische Jungferninseln)
- Tropenspottdrossel (Mimus gilvus), zehn Unterarten (Verbreitung: Mexiko bis Honduras, El Salvador, Halbinsel Yucatan und Cozumel, Kleine Antillen südlich von Antigua, Trinidad und Tobago, Inseln vor der Küste Venezuelas, Kolumbien, Venezuela, Guyana, Brasilien, Französisch-Guayana, Panama, Ecuador, Isla San Andres (vor der Küste Nicaraguas))
- Gundlachspottdrossel (Mimus gundlachii), zwei Unterarten (Verbreitung: Bahamas, Inseln vor der Küste Kubas, Turks und Caicos-Inseln, Jamaika)
- Chilespottdrossel (Mimus thenca), monotypisch (Verbreitung: Chile und westliches Zentral-Argentinien)
- Langschwanz-Spottdrossel (Mimus longicaudatus), vier Unterarten (Verbreitung: Ecuador und Peru)
- Camposspottdrossel (Mimus saturninus), vier Unterarten (Verbreitung: Suriname, Brasilien, Bolivien, nördliches Argentinien, Uruguay)
- Patagonienspottdrossel (Mimus patagonicus), monotypisch (Verbreitung südliches Chile)
- Weißbinden-Spottdrossel (Mimus triurus), monotypisch (Verbreitung: Zentral-Argentinien)
- Braunrücken-Spottdrossel (Mimus dorsalis), monotypisch (Verbreitung: Bolivien und nordwestliches Argentinien)
- Galápagosspottdrossel (Mimus parvulus), sechs Unterarten (Verbreitung: Isabela, Fernandina, Daphne, Santa Cruz, Santa Fe, Pinta, Marchena, Santiago, Rabida, Galapagosinseln)
- Floreanaspottdrossel (Mimus trifasciatus), monotypisch (Verbreitung: Floreana, Galapagosinseln)
- Españolaspottdrossel (Mimus macdonaldi), monotypisch (Verbreitung: Española, Galapagosinseln)
- San-Cristóbal-Spottdrossel (Mimus melanotis), monotypisch (Verbreitung: San Cristóbal, Galapagosinseln)
- Socorrospottdrossel (Mimus graysoni), monotypisch (Verbreitung: Socorro)

## Status
Die IUCN listet 10 Arten als ungefährdet. Die Floreanaspottdrossel, die bis 2016 als vom Aussterben bedroht galt, konnte dank einer Bestandserholung in die Kategorie stark gefährdet zurückgestuft werden. Die Espaniolaspottdrossel gilt als gefährdet und die San-Cristóbal-Spottdrossel steht auf der Vorwarnliste. Als seltenste Art wird die Socorrospottdrossel angesehen, die ein stark eingeschränktes Verbreitungsgebiet hat. Von ihr gibt es weniger als 500 Exemplare.